# Castell de Rocaguillem
El Castell de Rocaguillem (en francès Roche-Guillaume) fou una de les fortaleses construïdes pels templers per defensar Terra Santa, probablement situat a prop de les Portes Síries, en la frontera del que va ser el Principat d'Antioquia amb Armènia, actualment en la província turca de Hatay.

## Llegenda i història
La llegenda diu que el 1188, Saladí assetjà aquest castell perquè Jean Gale, un cavaller del qual se'n volia venjar, estava allà. Anys abans, Gale havia estat excomunicat per assassinar l'home que havia seduït la seva dona i trobà refugi en territori musulmà. Saladí li encarregà l'educació del seu nebot, però desitjant guanyar-se el perdó dels cristians, alliçonà el noi perquè volgués renunciar a la fe de la seva família i ingressar en l'Orde del Temple. Quan Saladí ho descobrí ordenà matar-lo, però ell aconseguí fugir cap a aquest castell. Mentre l'exèrcit musulmà estava assetjant el castell, arribaren notícies que el rei de Jerusalem Guiu de Lusignan havia enviat cavallers a Trípoli per iniciar la Tercera Croada, i Saladí decidí abandonar la venjança.
El 1203, el rei d'Armènia ocupà el castell de Rocaguillem, però fou reclamat pels templers el 1237, més o menys en la mateixa època que llançaren una ofensiva per recuperar el castell de Trapessac, que estava a uns 15 km d'aquest. Rocaguillem fou reconnquerit pels musulmans el 1298-99 quan el soldà d'Egipte envià un exèrcit per envair el nord de Síria. El castell de Sarvandikar també fou capturat en aquesta campanya.
El 1298 o el 1299, les ordes militars del Temple i l'Hospital, amb els seus mestres, Jacques de Molay, Otó de Grandson i Guillaume de Villaret, efectuaren una breu campanya per Armènia, per fer fóra l'exèrcit mameluc. Però no tingueren èxit i aviat les fortaleses de la zona, entre les quals estava la Rocaguillem, quedaren en poder dels musulmans.

## Localització
Anteriorment no tots els autors han estan d'acord amb l'emplaçament exacte d'aquest castell. Segons Deschamps estaria a Çalan, però segons Cahen i Edwards a Çalan estava la Roche-Roussel, un altre castell templer; però tots coincidien en situar-lo en les muntanyes de Nur, en la frontera del que va ser el Principat d'Antioquia i Armènia Menor.
Altres el situen més a l'est, en un altiplà a 1.200 msnm anomenat Karasu Çayı, a prop de l'Eufrates. Es desconeix la data exacta en què els templers prengueren possessió, però sembla que van aprofitar l'emplaçament d'una antiga torre romana d'Orient i la van millorar.